# Painkiller Jane
Painkiller Jane, valódi nevén Jane Vasko egy kitalált szereplő az Event Comics és a Dynamite Entertainment képregényeiben. A szereplőt  Jimmy Palmiotti és Joe Quesada alkotta meg. Első megjelenése a 22 Bridges első részében volt 1995-ben. A hősnőnek eddig több hosszabb-rövidebb életű képregénysorozata is megjelent. Emellett több crossover kalandban is részt vett, többek között a Megtorlóval, Vampirellával és a Pokolfajzattal.
Jane Vasco rendőrtiszt volt, aki azt a feladatot kapta, hogy épüljön be egy alvilági szervezetbe. Küldetése során lelepleződött és egy bombamerényletben életét vesztette, de egy másik alvilági banda feje, Adam, aki természetfeletti képességekkel rendelkezett, feltámasztotta őt. Ennek következtében ő maga is különleges képességekre tett szert. Teste hihetetlen gyorsasággal regenerálja sérüléseit, kisebb sebei másodpercek, nagyobb sérülése percek alatt begyógyulnak.
Painkiller Jane-t a 2005-ben készült azonos című tévéfilmben Emmanuelle Vaugier, a 2007-ben indított televíziósorozatban Kristanna Loken alakította.